# Tommy Bonnesen
Tommy Bonnesen (27 de março de 1873 – 14 de março de 1935) foi um matemático dinamarquês.
Bonnesen estudou na Universidade de Copenhague, onde obteve em 1902 um doutorado com a tese Analytiske studier over ikke-euklidisk geometri (Estudos analíticos sobre geometria não-euclidiana). Foi professor de geometria descritiva na Universidade Técnica da Dinamarca.
Trabalhou com geometria convexa, publicando sobre o assunto um livro com seu discípulo Werner Fenchel.
Com Harald Bohr editou o Matematisk Tidsskrift da Sociedade Dinamarquesa de Matemática.

## Obras
- Analytiske Studier over ikke-euklidisk Geometri, Copenhage 1902
- com Werner Fenchel: Theorie der konvexen Körper, Springer 1934, tradução para o inglês Theory of convex bodies, Moscou (Idaho), BCS Associates 1987
- Les Problèmes des Isopérimètres et des Isépiphanes, Paris, Gauthier-Villars 1929
- Extréma liés, Copenhage 1931